# Бел (митология)
Вижте пояснителната страница за други значения на Бел.
Бел (на старогръцки: Βῆλος, Belos, на латински: Belus), хеленисткото обазначение за бог Баал, е в гръцката митология цар на Египет, син на Посейдон и Либия, дъщерята на Епаф и Мемфида и внучка Ио. Той е брат на финикийския цар Агенор и на Ламия.
Той е женен за Анхиноя, дъщерята на речния бог Нил (Neilos).
Двамата имат синовете близанци Египт и Данай. Също те имат и синовете Кефей и Финей и дъщеря Трония.
Бел се смята за митичния основател на Вавилон.
Бел управлявал голямо царство в Африка и разделил своята земя, така че Египт да управлява в Арабия и Данай в Либия.